# Mane (popolo)

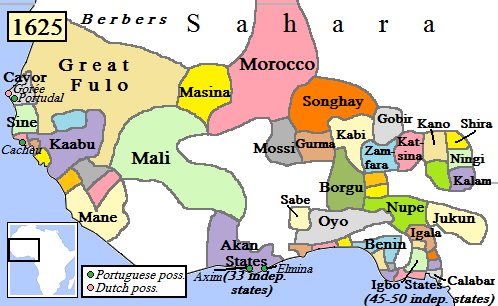
L'Africa occidentale nel 1625. Il territorio dei Mane è segnato in giallo chiaro.

I Mane (così chiamati dagli esploratori portoghesi), o Manneh, furono un popolo guerriero di origine mandé che invase e colonizzò le aree costiere delle odierne Guinea, Sierra Leone e Liberia nel corso del XVI secolo.

## Descrizione
Originari probabilmente dell'area di Moussadou, nell’odierna Guinea, secondo quanto riportato dal commerciante portoghese André Álvares de Almada, i Mane parlavano una lingua strettamente imparentata con quella di alcuni popoli mandingo lungo il fiume Gambia, indossavano gli stessi tipi di vestiti e usavano le stesse armi, descrizione che li collegherebbe con la provincia mandingo di Kaabu. Sempre secondo Almada, i Mane usavano piccoli archi, che permettevano loro di riutilizzare le frecce dei nemici contro di loro, mentre il nemico non poteva utilizzare le loro frecce corte.

## Storia
Le prime fonti portoghesi descrivono un esercito guidato da Macarico, una donna di alto rango proveniente dall'Impero del Mali che, avendo offeso il Mansa, emigrò con un vasto seguito. All'inizio del 1500 presumibilmente marciò con il suo esercito verso sud fino a raggiungere il forte portoghese di Elmina. Da lì i Mane si diressero verso ovest, fino ad arrivare in Liberia, dove compaiono per la prima volta nella documentazione storica. È più probabile, tuttavia, che questo esercito non sia mai arrivato a Elmina, ma abbia semplicemente marciato attraverso la Liberia da nord.
I Mane combatterono una grande battaglia contro il popolo Bullom nel 1545 vicino a Cape Mount, in Liberia, dove il figlio di Macarico fu ucciso, e lei morì poco dopo. L'organizzazione dei Mane, unita alla reputazione di cannibalismo dei loro ausiliari e alla frammentazione politica dei nativi, permise loro di conquistare l'intera regione in circa 15 anni. Questi ausiliari, chiamati Sumba, includevano genti delle etnie Quoja, Quea, e altri che parlavano le lingue kru. L'avanzata dei Mane fu fermata solo quando, nel nord-ovest dell'attuale Sierra Leone, si scontrarono con i Susu, come loro un popolo Mandé, in possesso di armi, organizzazione militare e tattiche simili.
Andrew Massing nel 1985 avanzò tuttavia un'interpretazione diversa, sfidando la lettura di Rodney dei nomi dei luoghi nelle fonti primarie. Sostenne che la grande battaglia contro i Bullom fosse avvenuta sull'isola di Sherbro, in Sierra Leone, o nelle sue vicinanze. Secondo Massing i Quoja, piuttosto che essere una parte dei Sumba, guidarono un'invasione separata della regione di Cape Mount da est negli anni '20 o '30 del XVII secolo, entrando infine in conflitto con gli stati Mane, e potrebbero essere stati essi stessi un popolo di lingua Mande (forse identificabili con i moderni Vai). Sempre secondo questa versione, questi attacchi furono solo la più recente tra molte differenti incursioni Mande, iniziate già nel 1300.

## Conseguenze
Quale che sia la corretta interpretazione storica, l'espansione dei Mane ebbe un profondo impatto sulle etnie e sulle società della costa. Come prima conseguenza la regione, che fino ad allora non aveva conosciuto grandi guerre, fu militarizzata: dopo le invasioni, fino alla fine del XIX secolo, archi, scudi e coltelli del tipo Mane erano diventati onnipresenti in Sierra Leone, così come la tecnica di battaglia Mane che prevedeva l'uso di squadroni di arcieri che combattevano in formazione portando grandi scudi. I Mane introdussero nella regione la produzione di ferro e stoffa; d'altro canto, essi contribuirono a degradare le fiorenti tradizioni dell'intaglio della pietra e dell'avorio e della tessitura della rafia tra le comunità native. Gli attuali Mende, che parlano una lingua mandé, sono quasi certamente i discendenti degli aristocratici Mane mescolati con i nativi Bullom. Più a nord, anche i Loko parlano un idioma mandé. I Temne, pur parlando una lingua atlantica, hanno un'aristocrazia di origine Mane.